# Волкова, Юлия Александровна
Юлия Александровна Волкова (укр. Юлія Олександрівна Волкова; род. 29 ноября 1979 года) — российская, до 2014 года украинская тхэквондистка

## Биография
Мастер спорта международного класса по ушу. Тренировалась в Киеве в школе Н. А. Матулевского и Л. Я. Солодилиной. Серебряный и бронзовый призёр чемпионатов Европы 1997 года в Риме (Италия), чемпионка Европы в упражнении с пикой 1999 года в Афинах (Греция).
В 2000 году начала заниматься тхэквондо (ВТФ). Тренировалась у А. Е. Ефименко. В 2003 году выполнила норматив мастера спорта.
В 2003—2005 годах жила и работала в Севастополе, выступала за севастопольскую ШВСМ (тренеры — А. М. Гросс и А. В. Пироженко). В 2005—2014 годах проживала в Запорожье и тренировалась под руководством у ЗТрУ Ю. М. Бабак и Сынг Ки Хонга (Хорватия).
В 2008 году выполнила норматив мастера спорта международного класса, выиграв турнир класса «А» «Открытый чемпионат Испании» в весовой категории до 47 кг.
С 2005 по 2014 годы являлась членом сборной команды Украины. В 2008 г. впервые в истории украинская женская сборная по тхэквондо (ВТФ) стала бронзовым призёром командного чемпионата Европы в г. Конья (Турция), после поданного протеста. В 2010 году Ю. Волкова завоевала бронзу личного чемпионата Европы в Санкт-Петербурге и бронзу командного чемпионата Европы в Баку (Азербайджан). В апреле 2011 года была удостоена звания Заслуженный мастер спорта Украины.
Ю. Волкова стояла у истоков развития пара-тхэквондо на Украине. в 2013—2014 гг. являлась старшим тренером сборной Украины по пара-тхэквондо. За подготовку трёхкратной чемпионки мира по пара-тхэквондо Виктории Марчук (2012, 2013, 2014 гг.) первой на Украине была удостоена звания Заслуженный тренер Украины по пара-тхэквондо.
Семикратная чемпионка Украины в личном зачете (2005, 2007, 2008, 2009, 2010, 2012, 2013 гг.).
С 2014 года живёт и работает в посёлке Братский, Тихорецкий р-н, Краснодарский край. Является членом сборной команды России с 2014 года. Выступает за СДЮСШОР № 8, Минспорт Краснодарского края. 29 октября 2015 года Волковой президент России Владимир Путин своим указом присвоил гражданство Российской Федерации. В октябре 2019 года на чемпионате России в Казани в финале уступила Кристине Прокудиной и стала серебряным призёром.